# Arbat (Mosca)
Arbat (in russo Арба́т?) è un quartiere di Mosca sito nel distretto centrale.

## Posizione
Il quartiere si estende dalla centrale via Mokhovaja (ad est) fino al ponte Novoarbatskij sulla Moscova (ad ovest). I suoi confini irregolari corrispondono all'incirca a via Znamenka e via Sivcev Vražek a sud e via Povarskaja a nord.
Le strade più importanti sono via Vozdviženka, via Nuova Arbat e la pedonale via Arbat.

## Storia
Il quartiere prende il nome dalla via omonima, probabilmente derivato dal termine arba (in russo арба?), cioè "carro di buoi". Si ipotizza che risalga all'arrivo dei tatari a Mosca. Il nome "Arbat" compare per la prima volta nelle cronache cittadine nel XV secolo. Successivamente, fu il quartiere dove vissero principalmente i servi di palazzo, gli artigiani e gli arcieri, come testimoniano gli odierni nomi delle vie del quartiere.